# Oberdürrbach
Oberdürrbach ist ein Stadtteil Würzburgs (Nr. 23) im Stadtbezirk Dürrbachtal und eine Gemarkung mit dem größeren Teil in der Stadt Würzburg und dem kleineren Teil in der Gemeinde Veitshöchheim. Oberdürrbach war eine selbständige Gemeinde und wurde zum Stichtag 1. Juli 1976 zwischen der Stadt Würzburg und der Gemeinde Veitshöchheim aufgeteilt. Dabei kam der größere südliche Teil mit dem Gemeindehauptort und Pfarrdorf zur Stadt Würzburg und der kleinere nördliche Teil mit dem Kirchdorf Gadheim zur Gemeinde Veitshöchheim.

## Geografie

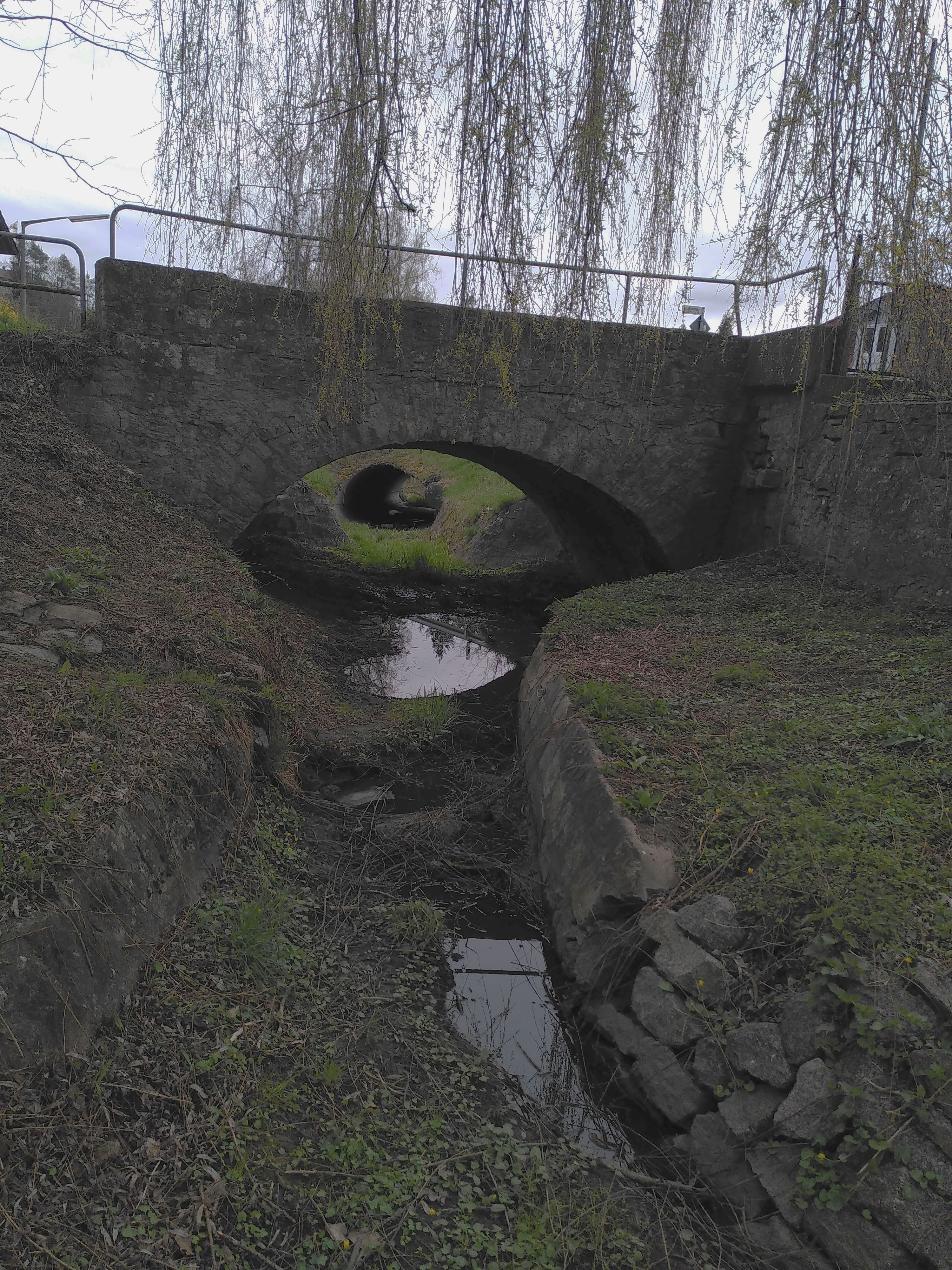
Die Schafhofbrücke vom Bett des Dürrbachs in Oberdürrbach, Blick nach Süden

Die ehemalige Gemeinde hatte eine Gesamtfläche von 752,72 Hektar. Die heutige Gemarkung ist mit 719,65 Hektar etwas kleiner, mit 405,30 Hektar zur Stadt Würzburg und 314,35 Hektar zur Gemeinde Veitshöchheim gehörig.
Der Ort Oberdürrbach liegt im Norden des Stadtbezirks Dürrbachtal, der der nördlichste Bezirk der Stadt ist. Weiter nördlich ist nur der Stadtteil Schafhof zu finden, der allerdings auf Oberdürrbacher Gemarkung liegt. Im Nordosten beginnt das Gebiet der Gemeinde Rimpar. Im Osten liegt der Würzburger Bezirk Versbach mit dem gleichnamigen Stadtteil. Er ist von Oberdürrbach allerdings durch den etwa 306 m hohen Kreuzberg getrennt. Südöstlich, ebenfalls auf einer Erhebung, liegt der Rotkreuzhof, der zu Unterdürrbach gehört. Unterdürrbach selbst ist weiter im Süden zu finden. Mit dem Nachbarort ist Oberdürrbach auch über die Staatsstraße Wüs 21 verbunden. Der Westen wird von den Baulichkeiten der Balthasar-Neumann-Kaserne eingenommen, die auf Veitshöchheimer Gebiet liegt.
Ehemalige Ortsteile der Gemeinde Oberdürrbach:
- Oberdürrbach (nach Würzburg eingegliedert)
- Gadheim (nach Veitshöchheim eingegliedert)
- Schafhof (Dorf, nach Würzburg eingegliedert)
- Ziegelhütte (Weiler, nach Würzburg eingegliedert)

Landschaftlich wird Oberdürrbach von bergiger Umgebung geprägt, die eine Bebauung lange Zeit nur entlang des Dürrbachtales zuließ. Der Dürrbach selbst, der mitten durch das Dorf fließt, ist die meiste Zeit im Jahr ausgetrocknet und nur nach starken Regenfällen zu sehen. Er fließt von Gramschatz kommend über Gadheim und Schafhof in Richtung der Dürrbachau zum Main. Naturräumlich liegt das ehemalige Pfarrdorf in den sogenannten Würzburger Mainseitentälern (135.0), die zu den Wern-Lauer-Platten gehören. Hier überwiegen Muschelkalkböden, die auch für den Weinbau geeignet sind.
Seit dem EU-Austritt des Vereinigten Königreiches am 31. Januar 2020 liegt Oberdürrbach etwa 2 km südöstlich des geographischen Mittelpunkts der EU in Gadheim.

## Geschichte

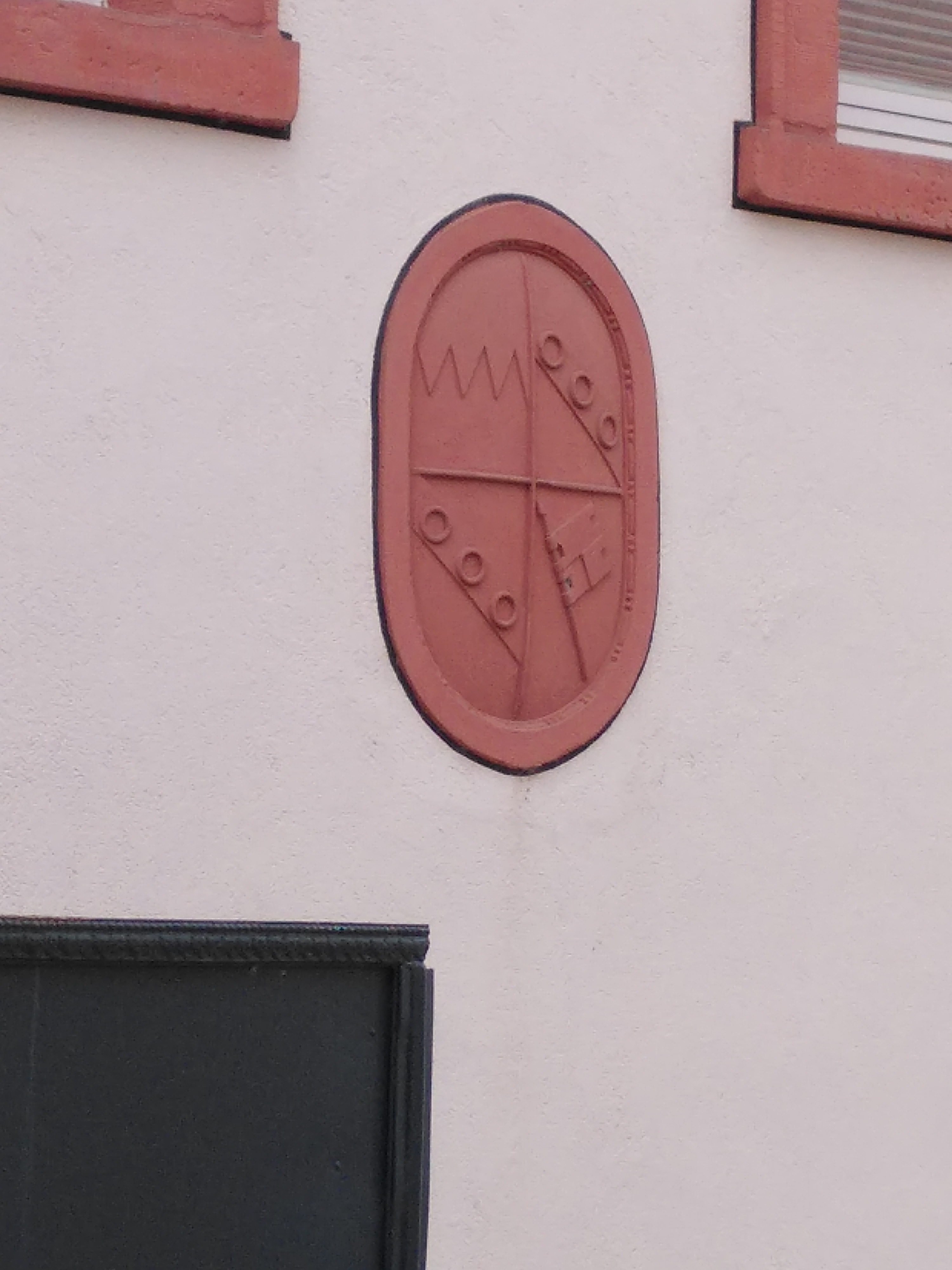
Wappen Julius Echters am Zehnthof

Der Ortsname leitet sich vom Gewässer Dürrbach ab, dass durch den Ort fließt. Bereits im 8. Jahrhundert besaßen die Würzburger Domherren Besitzungen in dem Tal, das damals noch „Habuchotal“ genannt wurde. Erstmals urkundlich genannt wurde (Ober-)Dürrbach im Jahr 1160. Damals gab der verstorbene Domherr und Schulmeister Gozelin seine Güter in dem Ort an den Altar des heiligen Kilian. Nur zehn Jahre später, 1170, begann unter Bischof Herold von Hochheim die Trockenlegung des Sumpfes und die geplante Ansiedlung von Menschen im Dürrbachtal.
Die beiden Dorfteile von Dürrbach lagen damals noch in der gleichen Gemarkung. Erst am 22. Februar 1294 war explizit von Oberdürrbach die Rede. Im Laufe des 13. Jahrhunderts waren die beiden Dorfkerne voneinander getrennt worden. Zunächst waren die Herren von Retzstadt die wichtigsten Grundherren in Oberdürrbach. Allerdings verkaufte „Anthonig“ von Retzstadt am 4. Dezember 1484 das Dorf an den Abt Georg, den Vorsteher des Benediktinerklosters St. Stephan aus dem nahen Würzburg. Der Ort wurde in der Urkunde „Oberndurnbach“ genannt.
Es dauerte noch bis ins Jahr 1494, bis der Verkauf vom Bischof von Würzburg bestätigt wurde. Im 16. Jahrhundert bildete Oberdürrbach mit dem Weiler Gadheim eine gemeinsame Gemeinde. Beide Orte wurden im Jahr 1579 an das Würzburger Juliusspital verpfändet. 1787 tauchen die beiden Orte erstmals urkundlich als Gemeinde auf. Am 1. Juli 1976 wurde Oberdürrbach zusammen mit den Weilern Schafhof und Ziegelhütte nach Würzburg eingemeindet und verlor seine jahrhundertelange Unabhängigkeit.
Das Wappen des Ortes bezieht sich auf den Heiligen St. Stephan (Hand mit Stein), und auf das auf dem Kreuzberg im Nordosten des Dorfes befindliche Patriarchenkreuz.

## Kultur und Sehenswürdigkeiten

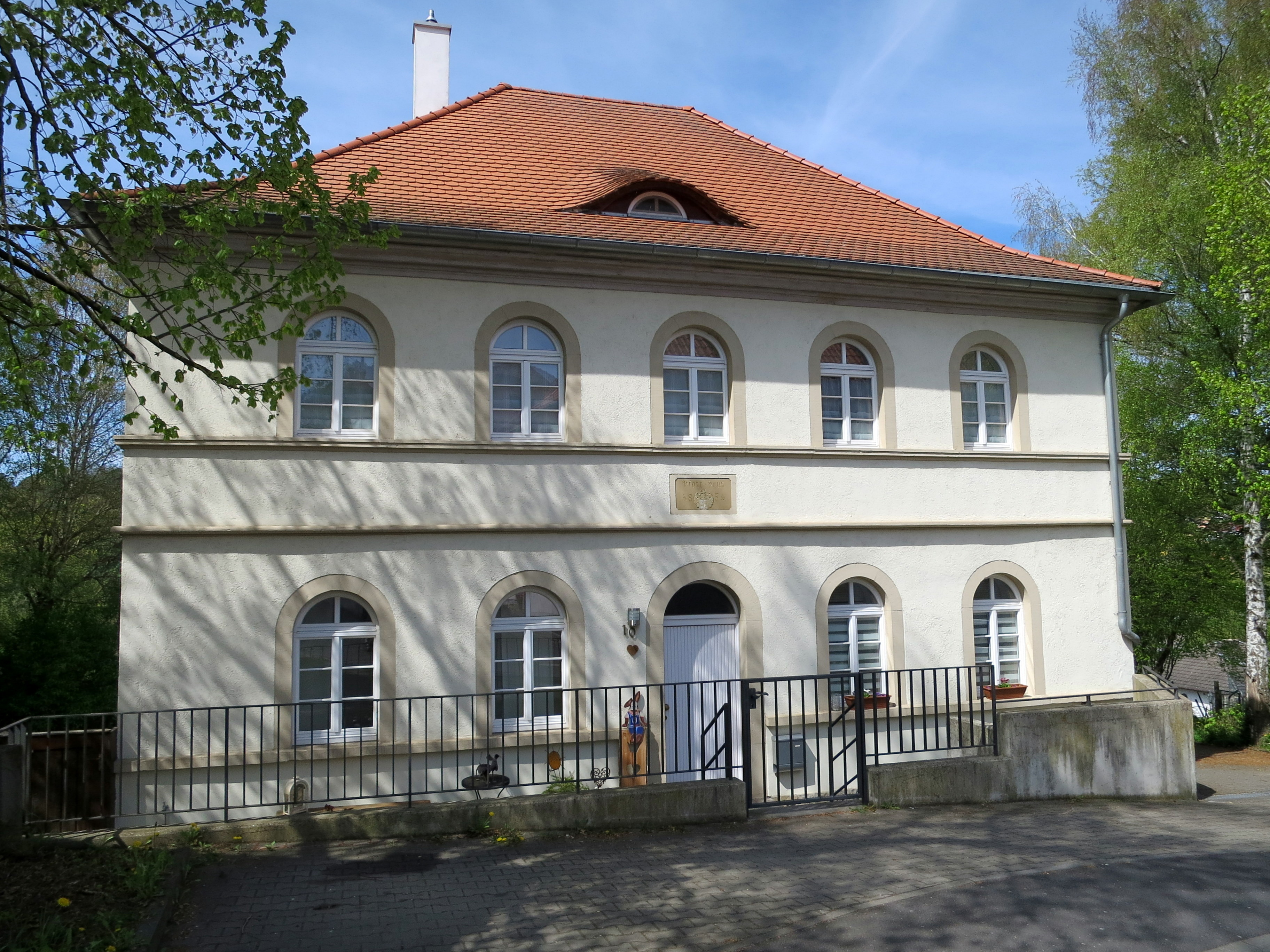
Das ehemalige Pfarrhaus in Oberdürrbach

In Oberdürrbach haben sich mehrere Objekte erhalten, die vom Bayerischen Landesamt für Denkmalpflege als Baudenkmal eingeordnet werden. Den Mittelpunkt der Gemeinde bildet noch heute die katholische Pfarrkirche St. Joseph. In ihrer heutigen Form entstand sie im Jahr 1816, wobei man die Figuren von Johann Peter Wagner aus dem 18. Jahrhundert in der Fassade anbrachte. Das Gotteshaus präsentiert sich als Saalkirche mit Dreiseitschluss. Der klassizistische Fassadenturm überragt das übergiebelte Portal im Westen.

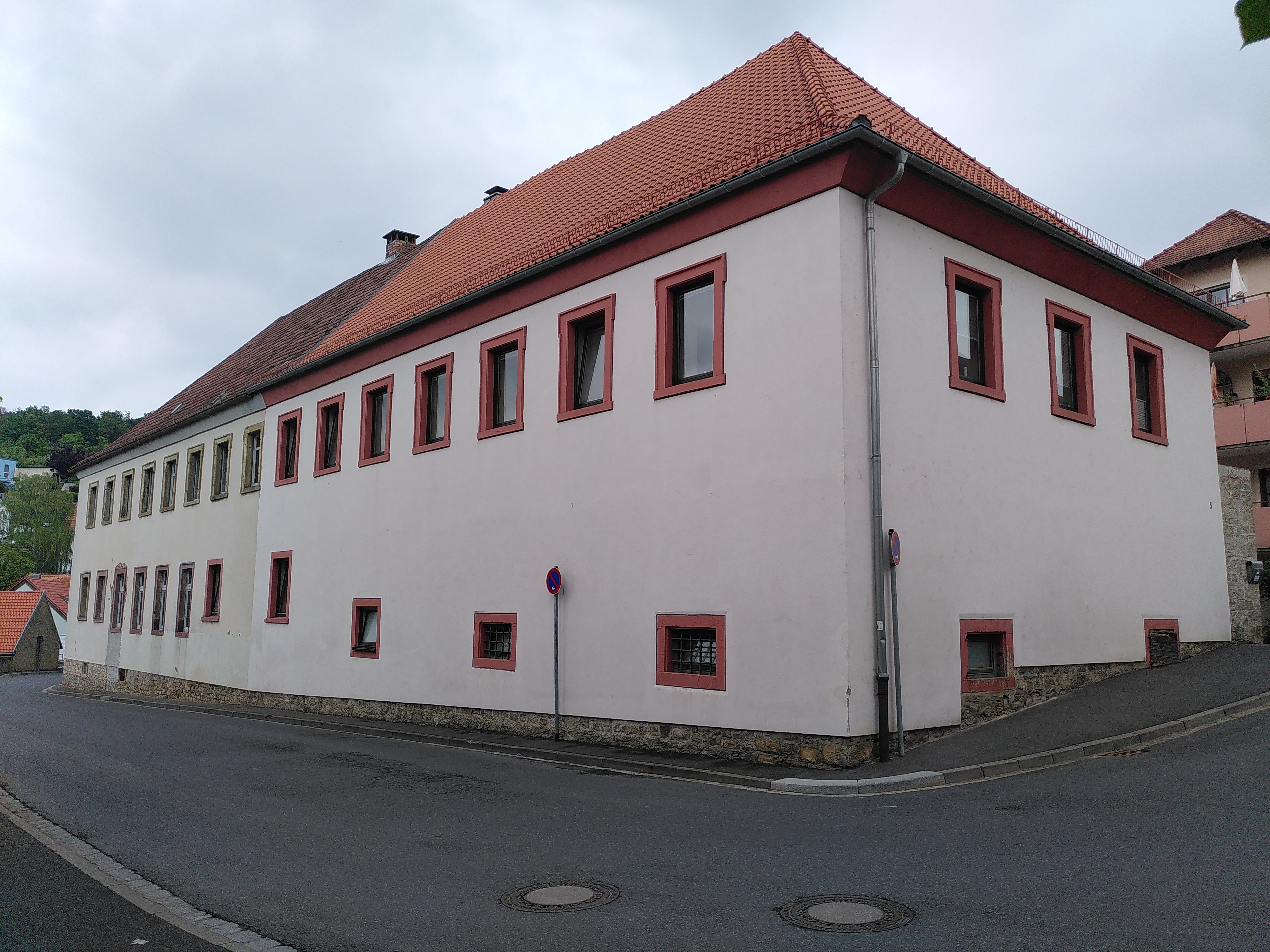
Zehnthof in Oberdürrbach

Daneben hat sich noch der alte Amtshof des Würzburger Juliusspitals erhalten. Er wurde als Walmdachbau geschaffen und geht mit seinen geohrten Fensterrahmungen auf das 17. Jahrhundert zurück. Das Hauptgebäude ergänzt die benachbarte Zehntscheune, eine Mauer mit einem bossierten Portal umgibt das Ensemble. Weniger repräsentativ ist das ehemalige Pfarrhaus in der unmittelbaren Nachbarschaft. Es entstand, wie die Kirche, im 19. Jahrhundert und wurde im Rundbogenstil geschaffen.

## Persönlichkeiten
- Adam Joseph Onymus (1754–1836), Theologe, Schriftsteller, Professor, Onymus wirkte als Stifter lange Jahre in Oberdürrbach und wurde auf dem örtlichen Friedhof begraben
- Joseph Salomon (1793–1856), Mathematiker und Hochschullehrer